# Winnie Gofit
Winnie Gofit (ur. 22 maja 1994) – nigeryjska zapaśniczka walcząca w stylu wolnym i judoczka. Złota medalistka mistrzostw Afryki w 2017 i 2018. Wicemistrzyni mistrzostw Wspólnoty Narodów w 2017 roku.
W judo brązowa medalistka igrzysk afrykańskich w 2011 i siódma w 2015. Startowała w Pucharze Świata w 2017 i na mistrzostwach świata w 2017 roku.